# Глухово-Богородское (усадьба)
Глухово-Богородское — усадьба, расположенная в селе Глухово Дмитровского района Московской области.

## История
Известна с XVI века, была имением князей Оболенских. В 1731 году ею владел князь И. М. Оболенский, затем его сын А. М. Оболенский. Оболенские владели усадьбой до революции 1917 года. На территории усадьбы находилась Тихвинская церковь, построенная в 1700 году, в церкви был семейный склеп князей Оболенских. В 1880 по проекту архитектора С. К. Родионова была построена каменная колокольня. После революции колокольня была разрушена, помещение было оборудовано под мельницу.
Здание усадьбы до наших дней не сохранилось, Тихвинская церковь стоит в руинах, от колокольни остаться только один ярус. Также на территории есть несколько берёзовых аллей и пересохший пруд.